# Alonso de Espina
Alonso de Espina (... – intorno al 1491) è stato un vescovo, predicatore e scrittore spagnolo.
Francescano cattolico, fu autore del Fortalitium Fidei, un trattato di argomenti da utilizzare per contrastare i detrattori del cattolicesimo.

## Biografia
Pensato da molti come un convertito dal giudaismo, Alonso de Espina fu per molti anni superiore alla Casa degli Studi dei Frati Minori a Salamanca, e nel 1491 fu fatto vescovo di Termopili, in Grecia. Un recente studio suggerisce che Alonso non era un ebreo convertito o converso. Era un uomo di  grande apprendimento e ottenne una notevole fama come predicatore , ma è soprattutto noto come l'autore del Fortalitium Fidei, a volte chiamato semplicemente Fortalitium.

Il Fortalitium fu scritto nel 1458, ma fu aggiornato da De Espina in diversi periodi fino al 1485. La prima edizione fu pubblicata tra il 1464 e il 1776; inizia così l'edizione pubblicata a Norimberga nel 1485: 
(Incipit)
Il fatto che il Fortalitium sia apparso in forma anonima mise in questione la sua paternità effettiva. Esso è un trattato su vari tipi di argomenti che verranno usati dai predicatori e da altri per contrastare i detrattori del cattolicesimo. È diviso in cinque libri: il primo contro coloro che negano la divinità di Gesù; il secondo contro gli "eretici"; il terzo contro gli ebrei; il quarto, contro i musulmani; il quinto dà istruzioni sulla battaglia contro il  diavolo. In quest'ultimo libro De Espina si sofferma a lungo sui demoni e sul loro odio verso l'umanità, sui poteri che hanno sugli uomini e la diminuzione di questi poteri, a causa della vittoria di Cristo sulla croce, la condizione finale dei demoni e così via.
Oltre al Fortalitium, Alonso de Espina pubblicò almeno altre tre opere:
1. Sermones de Nomine Jesu Vigintiduos , pubblicato intorno al 1454 (che è stato confuso spesso con il Fortalitium);
2. Sermones plures de excellentia nostræ fidei , predicato nel 1459;
3. Un trattato sulla sorte, dedicato a Giovanni I di Castiglia (1404–54).

Nel suo  The Complete Book of Devils and Demons  Leonard R. N. Ashley afferma che Alonso de Espina è citato affermando che il numero totale di angeli che si sono schierati con Lucifero era di 133306668, contro i soli 200 del Libro di Enoch.